# Cosroe III
Cosroe III, riportato anche nelle forme Khosrau, Khusro o Xosrow (in pahlavi: 𐭧𐭥𐭮𐭫𐭥𐭣𐭩; in persiano خسرو‎) (... – Grande Khorasan, 630), fu un pretendente del legittimo sovrano attivo nell'impero sasanide che governò brevemente una parte del Khorasan per alcuni mesi nel 630.

## Nome
Gli studiosi impiegano tradizionalmente la versione in persiano moderno del nome del sovrano, ovvero "Cosroe", mentre la versione originale in pahlavi era Husraw, a sua volta derivante dall'avestico Haosrauuah ("colui che gode di buona fama"). Il nome è traslitterato in greco nella versione Chosroes (Χοσρόης) e in arabo come Kisra.

## Biografia
Le origini di Cosroe III restano avvolte nel mistero; in alcune fonti viene indicato come figlio di Kavad II (regnante nel 628), mentre altre affermano che fosse figlio di Cosroe II (r. 590-628). Secondo lo storico inglese Clifford E. Bosworth, quest'ultima ipotesi deve ritenersi la più verosimile. Cosroe III visse i primi anni nella «terra dei Turchi», ma dopo aver saputo degli attriti in corso nell'odierno Iran si recò in quella regione e riuscì a imporsi a capo di una grossa parte del Khorasan per tre mesi, prima di essere ucciso dal governatore legittimo. Sulle sue monete, Cosroe III viene raffigurato con la medesima corona di Cosroe II, oltre alle due ali che rappresentano un riferimento a Verethragna, il dio della vittoria. Il suo viso è ritratto senza barba sulla parte anteriore dei suoi denari, evento che lo rende, assieme ad Ardashir III (r. 628-630), l'unico monarca sasanide ad essere stato raffigurato imberbe.

### Fonti primarie
- (EN) Ṭabarī, The History of Al-Ṭabarī, a cura di Ehsan Yar-Shater, vol. 40, Albany, State University of New York Press, 1985-2007.

### Fonti secondarie
- (EN) Oliver Nicholson, Matthew Canepa e Touraj Daryaee, Khosrow I Anoshirvan, in Oliver Nicholson, The Oxford Dictionary of Late Antiquity, Oxford, Oxford University Press, 2018, ISBN 978-0-19-866277-8.
- (EN) Nikolaus Schindel, Kawād I ii. Coinage, in Encyclopaedia Iranica, XVI, Fasc. 2, 2013,  pp. 141-143.
- (EN) Prods Oktor Skjærvø, Kayāniān vii. Kauui Haosrauuah, Kay Husrōy, Kay Ḵosrow, in Encyclopaedia Iranica, 2000.